# Championnat de Belgique de football 2025-2026
Navigation
Jupiler Pro League 2024-2025 Jupiler Pro league 2026-2027
La saison 2025-2026 de la Jupiler Pro League est la 123e saison de la première division belge.

## Format
Lors de la saison 2025-2026, le championnat se dispute pour la dernière fois avec 16 équipes.
Les 16 clubs disputent initialement la saison régulière (tour principal). Le classement final sert de base à la qualification pour les différents tours de classement.
Les six clubs les mieux classés après les 30 journées de la saison régulière accèdent au tour final du championnat (Play-offs 1). Les clubs classés de la 7e à la 12e place disputent les Play-offs 2. 
Le vainqueur des Play-offs 1 devient champion de Belgique. Les équipes terminant deuxième et troisième des Play-offs 1 se qualifient également directement pour les places suivantes en Coupe d'Europe. Le quatrième des Play-Offs 1 affrontera quant à lui le vainqueur des Play-offs 2 pour la place qualificative la moins bien classée en Ligue Conférence.
Pour les équipes classées de la 13e à la 15e place, la saison se termine après le tour principal. Elles restent en Division 1A. L'équipe classée dernière disputera les barrages de relégation contre le vainqueur des barrages de promotion de la Challenge Pro League (équipes classées de la 3e à la 6e place du tour principal de deuxième division). Il n'y aura pas de relégation directe après cette saison ; la Pro-League sera ainsi à nouveau élargie à 18 équipes et sans play-offs pour la saison 2026/27.
Au tour principal, en cas d'égalité de points, le nombre de victoires compte en premier, suivi de la différence de buts. La moitié des points du tour principal est reportée aux deux barrages et arrondie au chiffre supérieur si nécessaire. Les équipes ayant effectué cet arrondi sont pénalisées : si elles ont le même nombre de points qu'une équipe sans pénalité, elles reçoivent le classement inférieur. Le critère suivant est le meilleur classement au tour principal.

## Clubs participants

### Changement de clubs
À la fin de la saison précédente, le Beerschot (après 1 saison) et le KV Courtrai (après 17 saisons) ont été relégués. Ils sont remplacés par SV Zulte Waregem et RAAL La Louvière.

### Liste des clubs
| Club               | Présent depuis | Classement 2024-2025 | Entraîneur           | Depuis | Budget (M€) | Stade                        | Capacité théorique | Ville       | Saisons en première division |
| ------------------ | -------------- | -------------------- | -------------------- | ------ | ----------- | ---------------------------- | ------------------ | ----------- | ---------------------------- |
| Union SG           | 2021           | 1er                  | Sébastien Pocognoli  | 2024   | 95.55       | Stade Joseph Marien          | 9 400              | Forest      | 63                           |
| Club Bruges        | 1959           | 2e                   | Nicky Hayen          | 2024   | 183.2       | Stade Jan Breydel            | 29 062             | Bruges      | 104                          |
| KRC Genk           | 1996           | 3e                   | Thorsten Fink        | 2024   | 147.95      | Cegeka Arena                 | 23 718             | Genk        | 44                           |
| RSC Anderlecht     | 1939           | 4e                   | Besnik Hasi          | 2025   | 103.8       | Lotto Park                   | 21 500             | Anderlecht  | 95                           |
| Royal Antwerp FC   | 2017           | 5e                   | Stef Wils            | 2025   | 59.9        | Bosuilstadion                | 16 144             | Anvers      | 104                          |
| KAA La Gantoise    | 1989           | 6e                   | Ivan Leko            | 2025   | 67.2        | Ghelamco Arena               | 20 000             | Gand        | 86                           |
| Sporting Charleroi | 2012           | 7e                   | Rik De Mil           | 2024   | 40.6        | Stade du Pays de Charleroi   | 15 000             | Charleroi   | 74                           |
| KVC Westerlo       | 2022           | 8e                   | Issame Charaï        | 2025   | 50.5        | Het Kuipje                   | 8 035              | Westerlo    | 48                           |
| KV Malines         | 2019           | 9e                   | Frederik Vanderbiest | 2025   | 30.65       | Stade AFAS Achter de Kazerne | 16 672             | Malines     | 21                           |
| FCV Dender EH      | 2024           | 10e                  | Vincent Euvrard      | 2024   | 18.8        | Van Roystadion               | 8 157              | Denderleeuw | 4                            |
| Standard de Liège  | 1921           | 11e                  | Mircea Rednic        | 2025   | 43.55       | Stade Maurice-Dufrasne       | 27 670             | Liège       | 107                          |
| OH Louvain         | 2020           | 12e                  | David Hubert         | 2025   | 30.3        | Den Dreef                    | 10 020             | Louvain     | 9                            |
| STVV               | 2015           | 13e                  | Wouter Vrancken      | 2025   | 28.68       | Stayen                       | 14 600             | Saint-Trond | 60                           |
| Cercle Bruges      | 2018           | 14e                  | Onur Cinel           | 2025   | 33.5        | Stade Jan Breydel            | 29 062             | Bruges      | 87                           |
| SV Zulte Waregem   | 2025           | 1re (D2)             | Sven Vandenbroeck    | 2024   | 10.3        | Elindus Arena                | 12 300             | Waregem     | 19                           |
| RAAL La Louvière   | 2025           | 2e (D2)              | Frédéric Taquin      | 2017   | 10.5        | Easi Arena                   | 8 050              | La Louvière | 1 (*)                        |

(*) en tant que matricule 94.

### Localisation
Cercle Bruges

 Club Bruges

## Villes et stades
| Royal Antwerp FC                             | KRC Genk                            | Union SG                             | Club Bruges KV                      |
| -------------------------------------------- | ----------------------------------- | ------------------------------------ | ----------------------------------- |
| Bosuilstadion Capacité : 18 000              | Luminus Arena Capacité : 23 718     | Stade Joseph Marien Capacité : 9 400 | Stade Jan-Breydel Capacité : 29 945 |
|                                              |                                     |                                      |                                     |
| KAA La Gantoise                              | Cercle Bruges KSV                   | Standard de Liège                    | KVC Westerlo                        |
| Ghelamco Arena Capacité : 20 000             | Stade Jan-Breydel Capacité : 29 945 | Stade de Sclessin Capacité : 30 023  | Het Kuipje Capacité : 8 030         |
|                                              |                                     |                                      |                                     |
| Sporting Charleroi                           | OH Louvain                          | RSC Anderlecht                       | Saint-Trond VV                      |
| Stade du Pays de Charleroi Capacité : 17 824 | Stade Den Dreef Capacité : 10 020   | Lotto Park Capacité : 21 500         | Stayen Capacité : 14 600            |
|                                              |                                     |                                      |                                     |
| KV Malines                                   | RAAL La Louvière                    | SV Zulte Waregem                     | FCV Dender EH                       |
| Stade AFAS Capacité : 16 700                 | Easi Arena Capacité : 8 050         | Elindus Arena Capacité : 12 300      | Van Roystadion Capacité : 8 157     |
|                                              |                                     |                                      |                                     |

## Calendrier
Le tableau suivant récapitule le calendrier prévisionnel du championnat pour la saison 2025-2026. La Supercoupe de Belgique, les tours des Coupe de Belgique, Ligue des champions, Ligue Europa, et Ligue Conférence auxquels participent des clubs de Jupiler Pro League sont également indiqués.

## Phase classique du championnat

### Classement
Critères de départage en cas d'égalité de points:
1. plus grand nombre de victoires
2. plus grande «différence de buts générale»
3. plus grand nombre de buts marqués
4. plus grand nombre de victoires en déplacement
5. plus grande différence de buts en déplacement
6. plus grand nombre de buts marqués en déplacement
7. play-off

| Rang | Équipe                 | Pts | J | G | N | P | Bp | Bc | Diff |
| ---- | ---------------------- | --- | - | - | - | - | -- | -- | ---- |
| 1    | Union Saint-Gilloise T | 10  | 4 | 3 | 1 | 0 | 12 | 3  | +9   |
| 2    | STVV                   | 10  | 4 | 3 | 1 | 0 | 8  | 3  | +5   |
| 3    | RSC Anderlecht         | 9   | 4 | 3 | 0 | 1 | 11 | 5  | +6   |
| 4    | Club Bruges S          | 9   | 4 | 3 | 0 | 1 | 6  | 3  | +3   |
| 5    | KV Malines             | 8   | 4 | 2 | 2 | 0 | 5  | 3  | +2   |
| 6    | Standard de Liège      | 7   | 4 | 2 | 1 | 1 | 5  | 5  | 0    |
| 7    | Royal Antwerp FC       | 6   | 4 | 1 | 3 | 0 | 6  | 4  | +2   |
| 8    | KRC Genk               | 4   | 4 | 1 | 1 | 2 | 5  | 6  | -1   |
| 9    | Cercle Bruges          | 4   | 4 | 1 | 1 | 2 | 4  | 5  | -1   |
| 10   | SV Zulte Waregem P     | 4   | 4 | 1 | 1 | 2 | 5  | 7  | -2   |
| 11   | KAA La Gantoise        | 4   | 4 | 1 | 1 | 2 | 5  | 7  | -2   |
| 12   | RAAL La Louvière P     | 3   | 4 | 1 | 0 | 3 | 2  | 5  | -3   |
| 13   | KVC Westerlo           | 3   | 4 | 1 | 0 | 3 | 6  | 11 | -5   |
| 14   | Sporting Charleroi     | 3   | 4 | 0 | 3 | 1 | 4  | 5  | -1   |
| 15   | FCV Dender EH          | 2   | 4 | 0 | 2 | 2 | 1  | 5  | -4   |
| 16   | OH Louvain             | 1   | 4 | 0 | 1 | 3 | 4  | 12 | -8   |

Qualifications après la phase classique
Play-offs 1
- 1er, 2e, 3e, 4e, 5e et 6e

Play-offs 2
- 7e, 8e, 9e, 10e, 11e et 12e

Play-offs 3
- 13e, 14e, 15e et 16e

Abréviations
- T : Tenant du titre
- S : Vainqueur de la Supercoupe de Belgique 2025
- P : Promus de Challenger Pro League

### Domicile et extérieur
| Rang | Équipe                 | Pts | J | G | N | P | Bp | Bc | Diff |
| ---- | ---------------------- | --- | - | - | - | - | -- | -- | ---- |
| 1    | STVV                   | 9   | 3 | 3 | 0 | 0 | 7  | 2  | +5   |
| 2    | Union Saint-Gilloise T | 6   | 2 | 2 | 0 | 0 | 8  | 0  | +8   |
| 3    | Club Bruges S          | 6   | 2 | 2 | 0 | 0 | 4  | 1  | +3   |
| 4    | Royal Antwerp FC       | 4   | 2 | 1 | 1 | 0 | 4  | 2  | +2   |
| 5    | KV Malines             | 4   | 2 | 1 | 1 | 0 | 3  | 2  | +1   |
| 6    | Standard de Liège      | 4   | 2 | 1 | 1 | 0 | 3  | 2  | +1   |
| 7    | RSC Anderlecht         | 3   | 2 | 1 | 0 | 1 | 7  | 5  | +2   |
| 8    | Cercle Bruges          | 3   | 2 | 1 | 0 | 1 | 4  | 3  | +1   |
| 9    | KVC Westerlo           | 3   | 2 | 1 | 0 | 1 | 3  | 2  | +1   |
| 10   | KAA La Gantoise        | 3   | 2 | 1 | 0 | 1 | 3  | 3  | 0    |
| 11   | RAAL La Louvière P     | 3   | 2 | 1 | 0 | 1 | 1  | 2  | -1   |
| 12   | Sporting Charleroi     | 2   | 2 | 0 | 2 | 0 | 2  | 2  | 0    |
| 13   | KRC Genk               | 1   | 1 | 0 | 1 | 0 | 1  | 1  | 0    |
| 14   | OH Louvain             | 1   | 2 | 0 | 1 | 1 | 3  | 4  | -1   |
| 15   | SV Zulte Waregem P     | 1   | 2 | 0 | 1 | 1 | 1  | 2  | -1   |
| 16   | FCV Dender EH          | 1   | 2 | 0 | 1 | 1 | 0  | 2  | -2   |

| Rang | Équipe                 | Pts | J | G | N | P | Bp | Bc | Diff |
| ---- | ---------------------- | --- | - | - | - | - | -- | -- | ---- |
| 1    | RSC Anderlecht         | 6   | 2 | 2 | 0 | 0 | 4  | 0  | +4   |
| 2    | Union Saint-Gilloise T | 4   | 2 | 1 | 1 | 0 | 4  | 3  | +1   |
| 3    | KV Malines             | 4   | 2 | 1 | 1 | 0 | 2  | 1  | +1   |
| 4    | Club Bruges S          | 3   | 2 | 1 | 0 | 1 | 2  | 2  | 0    |
| 5    | KRC Genk               | 3   | 3 | 1 | 0 | 2 | 4  | 5  | -1   |
| 6    | SV Zulte Waregem P     | 3   | 2 | 1 | 0 | 1 | 4  | 5  | -1   |
| 7    | Standard de Liège      | 3   | 2 | 1 | 0 | 1 | 2  | 3  | -1   |
| 8    | Royal Antwerp FC       | 2   | 2 | 0 | 2 | 0 | 2  | 2  | 0    |
| 9    | STVV                   | 1   | 1 | 0 | 1 | 0 | 1  | 1  | 0    |
| 10   | Sporting Charleroi     | 1   | 2 | 0 | 1 | 1 | 2  | 3  | -1   |
| 11   | KAA La Gantoise        | 1   | 2 | 0 | 1 | 1 | 2  | 4  | -2   |
| 12   | FCV Dender EH          | 1   | 2 | 0 | 1 | 1 | 1  | 3  | -2   |
| 13   | Cercle Bruges          | 1   | 2 | 0 | 1 | 1 | 0  | 2  | -2   |
| 14   | RAAL La Louvière P     | 0   | 2 | 0 | 0 | 2 | 1  | 3  | -2   |
| 15   | KVC Westerlo           | 0   | 2 | 0 | 0 | 2 | 3  | 9  | -6   |
| 16   | OH Louvain             | 0   | 2 | 0 | 0 | 2 | 1  | 8  | -7   |

### Résultats
| Résultats (▼dom., ►ext.)                                   | CER | CLU | DEN | GNT | GNK | KVM | WES | OHL | LAL | ANT | AND | CHA | STA | STR | ZWA | USG |
| Cercle Bruges KSV                                          |     | -   | -   | -   | -   | -   | 4-1 | -   | -   | -   | 0-2 | -   | -   | -   | -   | -   |
| Club Bruges KV                                             | 2-0 |     | -   | -   | 2-1 | -   | -   | -   | -   | -   | -   | -   | -   | -   | -   | -   |
| FCV Dender EH                                              | 0-0 | -   |     | -   | -   | -   | -   | -   | -   | -   | 0-2 | -   | -   | -   | -   | -   |
| KAA La Gantoise                                            | -   | -   | -   |     | -   | -   | -   | -   | 1-0 | -   | -   | -   | -   | -   | -   | 2-3 |
| KRC Genk                                                   | -   | -   | -   | -   |     | -   | -   | -   | -   | 1-1 | -   | -   | -   | -   | -   | -   |
| KV Malines                                                 | -   | 2-1 | -   | 1-1 | -   |     | -   | -   | -   | -   | -   | -   | -   | -   | -   | -   |
| KVC Westerlo                                               | -   | -   | -   | -   | -   | 0-1 |     | -   | -   | -   | -   | -   | -   | -   | 3-1 | -   |
| OH Louvain                                                 | -   | -   | -   | -   | 1-2 | -   | -   |     | -   | -   | -   | 2-2 | -   | -   | -   | -   |
| RAAL La Louvière                                           | -   | -   | -   | -   | -   | -   | -   | -   |     | -   | -   | 1-0 | 0-2 | -   | -   | -   |
| Royal Antwerp FC                                           | -   | -   | -   | -   | -   | -   | -   | 3-1 | -   |     | -   | -   | -   | -   | -   | 1-1 |
| RSC Anderlecht                                             | -   | -   | -   | -   | -   | -   | 5-2 | -   | -   | -   |     | -   | -   | -   | 2-3 | -   |
| Sporting Charleroi                                         | -   | -   | -   | -   | -   | -   | -   | -   | -   | 1-1 | -   |     | -   | 1-1 | -   | -   |
| Standard de Liège                                          | -   | -   | 1-1 | -   | 2-1 | -   | -   | -   | -   | -   | -   | -   |     | -   | -   | -   |
| STVV                                                       | -   | -   | 2-0 | 3-1 | -   | -   | -   | -   | 2-1 | -   | -   | -   | -   |     | -   | -   |
| SV Zulte Waregem                                           | -   | 0-1 | -   | -   | -   | 1-1 | -   | -   | -   | -   | -   | -   | -   | -   |     | -   |
| Union Saint-Gilloise                                       | -   | -   | -   | -   | -   | -   | -   | 5-0 | -   | -   | -   | -   | 3-0 | -   | -   |     |
| - Victoire à domicile - Match nul - Victoire à l'extérieur |     |     |     |     |     |     |     |     |     |     |     |     |     |     |     |     |

Source: Calendrier Division 1A 2025-2026

## Play-offs du championnat
Critères de départage en cas d'égalité de points:
1. points ;
2. points sans (possible) demi-points ajoutés en raison de l'arrondissement ;
3. position finale de saison régulière.

### Champions Play-offs
Les 6 équipes les mieux classées de la phase classique sont qualifiées pour ces play-offs. Les points obtenus durant la saison régulière seront divisés par deux (et arrondis à l'unité supérieure) avant le début des play-offs.

### Europe Play-offs
Les 6 équipes classées de la 7e à la 12e place  de la phase classique sont qualifiées pour ces play-offs. Les points obtenus durant la saison régulière seront divisés par deux (et arrondis à l'unité supérieure) avant le début des play-offs.

## Statistiques

### Évolution du classement

#### Phase classique
| Journée →            | 1  | 2  | 3  | 4  | 5  | 6 | 7 | 8 | 9 | 10 | 11 | 12 | 13 | 14 | 15 | 16 | 17 | 18 | 19 | 20 | 21 | 22 | 23 | 24 | 25 | 26 | 27 | 28 | 29 | 30 | CPO | EPO | RPO |
| Équipe               |    |    |    |    |    |   |   |   |   |    |    |    |    |    |    |    |    |    |    |    |    |    |    |    |    |    |    |    |    |    |     |     |     |
| -------------------- | -- | -- | -- | -- | -- | - | - | - | - | -- | -- | -- | -- | -- | -- | -- | -- | -- | -- | -- | -- | -- | -- | -- | -- | -- | -- | -- | -- | -- | --- | --- | --- |
| Cercle Bruges        | 11 | 14 | 15 | 9  |    |   |   |   |   |    |    |    |    |    |    |    |    |    |    |    |    |    |    |    |    |    |    |    |    |    |     | 2   | 2   |
| Club Bruges          | 4  | 6  | 6  | 4  | -1 |   |   |   |   |    |    |    |    |    |    |    |    |    |    |    |    |    |    |    |    |    |    |    |    |    | 4   |     |     |
| FCV Dender EH        | 11 | 11 | 13 | 15 |    |   |   |   |   |    |    |    |    |    |    |    |    |    |    |    |    |    |    |    |    |    |    |    |    |    |     | 2   | 2   |
| KAA La Gantoise      | 14 | 8  | 10 | 11 | -1 |   |   |   |   |    |    |    |    |    |    |    |    |    |    |    |    |    |    |    |    |    |    |    |    |    |     | 3   | 1   |
| KRC Genk             | 13 | 12 | 14 | 8  | -1 |   |   |   |   |    |    |    |    |    |    |    |    |    |    |    |    |    |    |    |    |    |    |    |    |    |     | 2   | 2   |
| KV Malines           | 7  | 5  | 4  | 5  |    |   |   |   |   |    |    |    |    |    |    |    |    |    |    |    |    |    |    |    |    |    |    |    |    |    | 3   | 1   |     |
| KVC Westerlo         | 16 | 7  | 9  | 13 | -1 |   |   |   |   |    |    |    |    |    |    |    |    |    |    |    |    |    |    |    |    |    |    |    |    |    |     | 2   | 2   |
| OH Louvain           | 6  | 15 | 16 | 16 |    |   |   |   |   |    |    |    |    |    |    |    |    |    |    |    |    |    |    |    |    |    |    |    |    |    | 1   |     | 3   |
| RAAL La Louvière     | 15 | 16 | 11 | 12 |    |   |   |   |   |    |    |    |    |    |    |    |    |    |    |    |    |    |    |    |    |    |    |    |    |    |     | 2   | 2   |
| Royal Antwerp FC     | 9  | 10 | 7  | 7  |    |   |   |   |   |    |    |    |    |    |    |    |    |    |    |    |    |    |    |    |    |    |    |    |    |    |     | 4   |     |
| RSC Anderlecht       | 1  | 1  | 5  | 3  | -1 |   |   |   |   |    |    |    |    |    |    |    |    |    |    |    |    |    |    |    |    |    |    |    |    |    | 4   |     |     |
| Sporting Charleroi   | 5  | 9  | 12 | 14 | -1 |   |   |   |   |    |    |    |    |    |    |    |    |    |    |    |    |    |    |    |    |    |    |    |    |    | 1   | 2   | 1   |
| Standard de Liège    | 3  | 4  | 3  | 6  |    |   |   |   |   |    |    |    |    |    |    |    |    |    |    |    |    |    |    |    |    |    |    |    |    |    | 4   |     |     |
| STVV                 | 2  | 3  | 2  | 2  |    |   |   |   |   |    |    |    |    |    |    |    |    |    |    |    |    |    |    |    |    |    |    |    |    |    | 4   |     |     |
| SV Zulte Waregem     | 9  | 13 | 8  | 10 |    |   |   |   |   |    |    |    |    |    |    |    |    |    |    |    |    |    |    |    |    |    |    |    |    |    |     | 3   | 1   |
| Union Saint-Gilloise | 7  | 2  | 1  | 1  |    |   |   |   |   |    |    |    |    |    |    |    |    |    |    |    |    |    |    |    |    |    |    |    |    |    | 3   | 1   |     |

À l'issue d'une journée, plusieurs équipes étaient classées ex æquo selon tous les points du règlement :
1. ↑  À l'issue de la 1re journée, les équipes de Malines et de l'Union sont toutes les deux ex æquo et classées à la 7e place, les équipes du Royal Antwerp et de Zulte Waregem sont toutes les deux ex æquo et classées à la 9e place, les équipes de Cercle Bruges et de Dender sont toutes les deux ex æquo et classées à la 11e place.

En exposant rouge, le nombre de matches de retard pour les équipes concernées :
1. ↑  En raison des implications dans les Coupes d'Europe, les rencontres Club Bruges - Westerlo, Genk - Charleroi et Anderlecht - La Gantoise, comptant pour la 5e journée sont reportées à une date ultérieure.

### Buts marqués par journée
Ce graphique représente le nombre de buts marqués lors de chaque journée.

#### Affluences par journée
Ce graphique représente le nombre de spectateurs présents dans les stades lors de chaque journée.

### Classement des buteurs
Mise à jour le 3 août 2025
|     | Buteur             | Club                 | Buts | Matchs |
| --- | ------------------ | -------------------- | ---- | ------ |
| 1er | Thorgan Hazard     | RSC Anderlecht       | 3    | 2      |
| 2e  | Raul Florucz       | Union Saint-Gilloise | 3    | 2      |
| 3e  | Adriano Bertaccini | STVV RSC Anderlecht  | 2    | 2      |
| 4e  | Vincent Janssen    | Royal Antwerp FC     | 2    | 2      |
| 5e  | Ryotaro Ito        | STVV                 | 2    | 2      |

| Source : Classement officiel des buteurs de la Jupiler Pro League. |

### Classement des passeurs
Mise à jour le 3 août 2025
|     | Buteur          | Club                 | Passes décisives | Matchs |
| --- | --------------- | -------------------- | ---------------- | ------ |
| 1er | Emin Bayram     | KVC Westerlo         | 2                | 2      |
| 2e  | Ousseynou Niang | Union Saint-Gilloise | 2                | 2      |
| 3e  | Tibe De Vlieger | KAA La Gantoise      | 1                | 1      |
| 4e  | Ilay Camara     | RSC Anderlecht       | 1                | 1      |

| Source : Classement officiel des passeurs de la Jupiler Pro League. |

### Classement des gardiens de but
Mise à jour le 3 août 2025
|     | Buteur          | Club                 | Clean sheets | Matchs |
| --- | --------------- | -------------------- | ------------ | ------ |
| 1er | Vic Chambaere   | Union Saint-Gilloise | 1            | 2      |
| 2e  | Michael Verrips | FCV Dender EH        | 1            | 2      |
| 3e  | Matthieu Epolo  | Standard de Liège    | 1            | 2      |
| 4e  | Maxime Delanghe | Cercle Bruges        | 1            | 2      |
| 5e  | Colin Coosemans | RSC Anderlecht       | 1            | 2      |
| 6e  | Davy Roef       | KAA La Gantoise      | 1            | 2      |

| Source : Classement officiel des gardiens de but de la Jupiler Pro League. |

## Parcours en coupes d'Europe
Le parcours des clubs belges sur la scène continentale est important puisqu'il détermine le coefficient UEFA, et donc le nombre de formations belges présentes en coupes d'Europe les années suivantes.

### Résultats des clubs
| Club                 | Compétition         | Résultat                       | Ultime(s) adversaire(s) |
| -------------------- | ------------------- | ------------------------------ | ----------------------- |
| Union Saint-Gilloise | Ligue des champions | Phase de ligue                 | Équipe encore en course |
| Club Bruges KV       | Ligue des champions | Barrages                       | Équipe encore en course |
| KRC Genk             | Ligue Europa        | Barrages                       | Équipe encore en course |
| RSC Anderlecht       | Ligue Europa        | Deuxième tour de qualification | BK Häcken               |
| RSC Anderlecht       | Ligue Conférence    | Barrages                       | Équipe encore en course |
| Sporting Charleroi   | Ligue Conférence    | Deuxième tour de qualification | Hammarby IF             |

### Coefficient UEFA du championnat belge
Le classement UEFA de la fin de saison 2025-2026 permet d'établir la répartition et le nombre d'équipes pour les coupes d'Europe de la saison 2027-2028.
| Rang 2026 | Rang 2025 | Évolution | Ligue      | 2021-2022 | 2022-2023 | 2023-2024 | 2024-2025 | 2025-2026 | Coefficient | Places en Ligue des champions | Places en Ligue des champions | Places en Ligue des champions | Places en Ligue des champions | Places en Ligue Europa | Places en Ligue Europa | Places en Ligue Europa | Places en Ligue Europa | Places en Ligue Europa | Places en Ligue Conférence | Places en Ligue Conférence | Places en Ligue Conférence | Places en Ligue Conférence | Places en Ligue Conférence |
| Rang 2026 | Rang 2025 | Évolution | Ligue      | 2021-2022 | 2022-2023 | 2023-2024 | 2024-2025 | 2025-2026 | Coefficient | PG                            | TB                            | T3                            | T2                            | PG                     | TB                     | T3                     | T2                     | T1                     | PG                         | TB                         | T3                         | T2                         | T1                         |
| --------- | --------- | --------- | ---------- | --------- | --------- | --------- | --------- | --------- | ----------- | ----------------------------- | ----------------------------- | ----------------------------- | ----------------------------- | ---------------------- | ---------------------- | ---------------------- | ---------------------- | ---------------------- | -------------------------- | -------------------------- | -------------------------- | -------------------------- | -------------------------- |
| 1         | 1         | =         | Angleterre | 21.000    | 23.000    | 17.375    | 29.464    | 4.000     | 94.839      | 4                             | -                             | -                             | -                             | 2                      | -                      | -                      | -                      | -                      | -                          | 1                          | -                          | -                          | -                          |
| 2         | 2         | =         | Italie     | 15.714    | 22.357    | 21.000    | 21.875    | 3.428     | 84.374      | 4                             | -                             | -                             | -                             | 2                      | -                      | -                      | -                      | -                      | -                          | 1                          | -                          | -                          | -                          |
| 3         | 3         | =         | Espagne    | 18.428    | 16.571    | 16.062    | 23.892    | 3.750     | 78.703      | 4                             | -                             | -                             | -                             | 2                      | -                      | -                      | -                      | -                      | -                          | 1                          | -                          | -                          | -                          |
| 4         | 4         | =         | Allemagne  | 16.214    | 17.125    | 19.357    | 18.421    | 3.428     | 74.545      | 4                             | -                             | -                             | -                             | 2                      | -                      | -                      | -                      | -                      | -                          | 1                          | -                          | -                          | -                          |
| 5         | 5         | =         | France     | 18.416    | 12.583    | 16.250    | 17.928    | 2.571     | 67.748      | 3                             | -                             | 1                             | -                             | 2                      | -                      | -                      | -                      | -                      | -                          | 1                          | -                          | -                          | -                          |
| 6         | 6         | =         | Pays-Bas   | 19.200    | 13.500    | 10.000    | 15.250    | 3.333     | 61.283      | 2                             | -                             | 1                             | -                             | 1                      | -                      | -                      | 1                      | -                      | -                          | -                          | -                          | 1                          | -                          |
| 7         | 7         | =         | Portugal   | 12.916    | 12.500    | 11.000    | 16.250    | 2.800     | 55.446      | 1                             | -                             | 1                             | -                             | 1                      | -                      | -                      | 1                      | -                      | -                          | -                          | -                          | 1                          | -                          |
| 8         | 8         | =         | Belgique   | 6.600     | 14.200    | 14.400    | 15.650    | 2.200     | 53.050      | 1                             | -                             | 1                             | -                             | -                      | 1                      | -                      | 1                      | -                      | -                          | -                          | -                          | 1                          | -                          |
| 9         | 10        | +1        | Turquie    | 6.700     | 11.800    | 12.000    | 10.300    | 2.500     | 43.300      | 1                             | -                             | -                             | 1                             | -                      | 1                      | -                      | 1                      | -                      | -                          | -                          | -                          | 1                          | -                          |
| 10        | 9         | -1        | Tchéquie   | 6.700     | 6.750     | 13.500    | 10.550    | 2.600     | 40.100      | 1                             | -                             | 1                             | -                             | -                      | 1                      | -                      | 1                      | -                      | -                          | -                          | -                          | 1                          | -                          |

### Bilan géographique
| Région flamande (11)             | Région flamande (11) | Région wallonne (5)               | Région wallonne (5) |
| -------------------------------- | -------------------- | --------------------------------- | ------------------- |
| Province d'Anvers                | 3                    | Province de Hainaut               | 2                   |
| Province de Flandre-Occidentale  | 3                    | Province de Liège                 | 1                   |
| Province de Flandre-Orientale    | 2                    | Province de Luxembourg            | 0                   |
| Province de Limbourg             | 2                    | Province de Namur                 | 0                   |
| Province du Brabant flamand      | 1                    | Province du Brabant wallon        | 0                   |
| Région de Bruxelles-Capitale VFV | 0                    | Région de Bruxelles-Capitale ACFF | 2                   |

## Bilan de la saison
| Championnat de Belgique de football 2025-2026 |
| Champion                                      |
| Coupes et trophées                            |
| Vainqueur de la Croky Cup 2025-2026           |
| Qualifications continentales                  |
| Ligue des champions 2026-2027                 |
| Ligue Europa 2026-2027                        |
| Ligue Conférence 2026-2027                    |
| Promotions et relégations                     |
| Promus en Jupiler Pro League                  |
| Relégués en Challenger Pro League             |